# Пяденица великолепная
Пяденица великолепная (лат. Iotaphora admirabilis) — бабочка из семейства пядениц.

## Описание
Длина переднего крыла 24 — 26 мм. Общий тон окраски крыльев светло-зеленого цвета (при выцветании со временем становится оливковым). По наружному краю крыльев проходит белая полоска, покрытая поперечно расположенными черными штрихами, а внутри от нее проходит кайма жёлтого цвета вдоль полосы и аналогичная кайма имеется у корня передних крыльев. На замыкающей ячейку жилке крыла находится черный штрих.

## Ареал
Ареал вида включает Южное Приморье в России и Китай. Населяет долинные смешанные леса.

## Биология
Оседлый вид. В год развивается в одном поколении. Время лёта бабочек происходит в о второй половине июля − августе. Гусеницы — монофаги . Питаются исключительно листьями маньчжурского ореха. Гусеница своей окраской и формой тела напоминает полуразвернутый лист кормового растения. Окукливается между сухими листьями, стянутыми шелковинкой.